# OnePlus 8
Das OnePlus 8 und 8 Pro sind Android-basierte Smartphones von OnePlus. Sie wurden am 14. April 2020 vorgestellt.

## Technische Daten

### Kamera
OnePlus 8 Pro: Die Hauptkamera hat 48 MP, die jedoch zu 12 MP herunter gerechnet werden, die Blende liegt bei f/1.8. Bei der Ultraweitwinkelkamera hat man es mit einem 48 MP Sensor zu tun dessen Bilder wieder auf 12 MP runter gerechnet werden, sie hat eine Blende von f/2.2. Die Telefotolinse hat 8 MP und kann 3x Fach optisch zoomen, die Blende liegt bei f/2.4 Die Farbfilterkamera hat 5 MP und eine Blende von f/2.4.
Das Pro-Modell erreicht 118 Punkte bei DXO mit der Kamera und 67 mit den eingebauten Mikrofonen.

### Bildschirm
OnePlus 8 Pro: Das 6,78 Zoll Fluid AMOLED-Display hat 1440 × 3168 Pixel und eine Bildwiederholungsrate von 120 Hz.
OnePlus 8: Das 6,55 Zoll Fluid AMOLED-Display hat 1080 × 2400 Pixel und eine Bildwiederholungsrate von 90 Hz.

### Laden und Akku
Beide Smartphones können mit dem mitgelieferten Warp-Charge-30-Netzteil aufgeladen werden. Der Akku hat eine Kapazität von 4300 mAh für das OnePlus 8 und 4510 mAh für die Pro Version.

### Technische Probleme
Das Smartphone hat eine Softwaresperre, welche das 5G-Netz mit den Schweizer Mobileprovidern Swisscom, Sunrise und Salt blockiert.
Durch Abänderung der Netzconfig-Datei kann dieses Problem umgangen werden.

## Trivia

### Ähnlichkeiten zu Oppo Find X2 Pro
Besonders das OnePlus 8 Pro weist enorme Ähnlichkeiten zum Oppo Find X2 Pro auf. Das liegt daran, dass beide zum Konglomerat BBK gehören und OnePlus in einer Oppo-Fabrik produziert.